# Formosa da Serra Negra
Formosa da Serra Negra là một đô thị thuộc bang Maranhão, Brasil. Đô thị này có diện tích 3941,185 km², dân số năm 2007 là 16458 người, mật độ 4,18 người/km².